# Observatorio vulcanológico

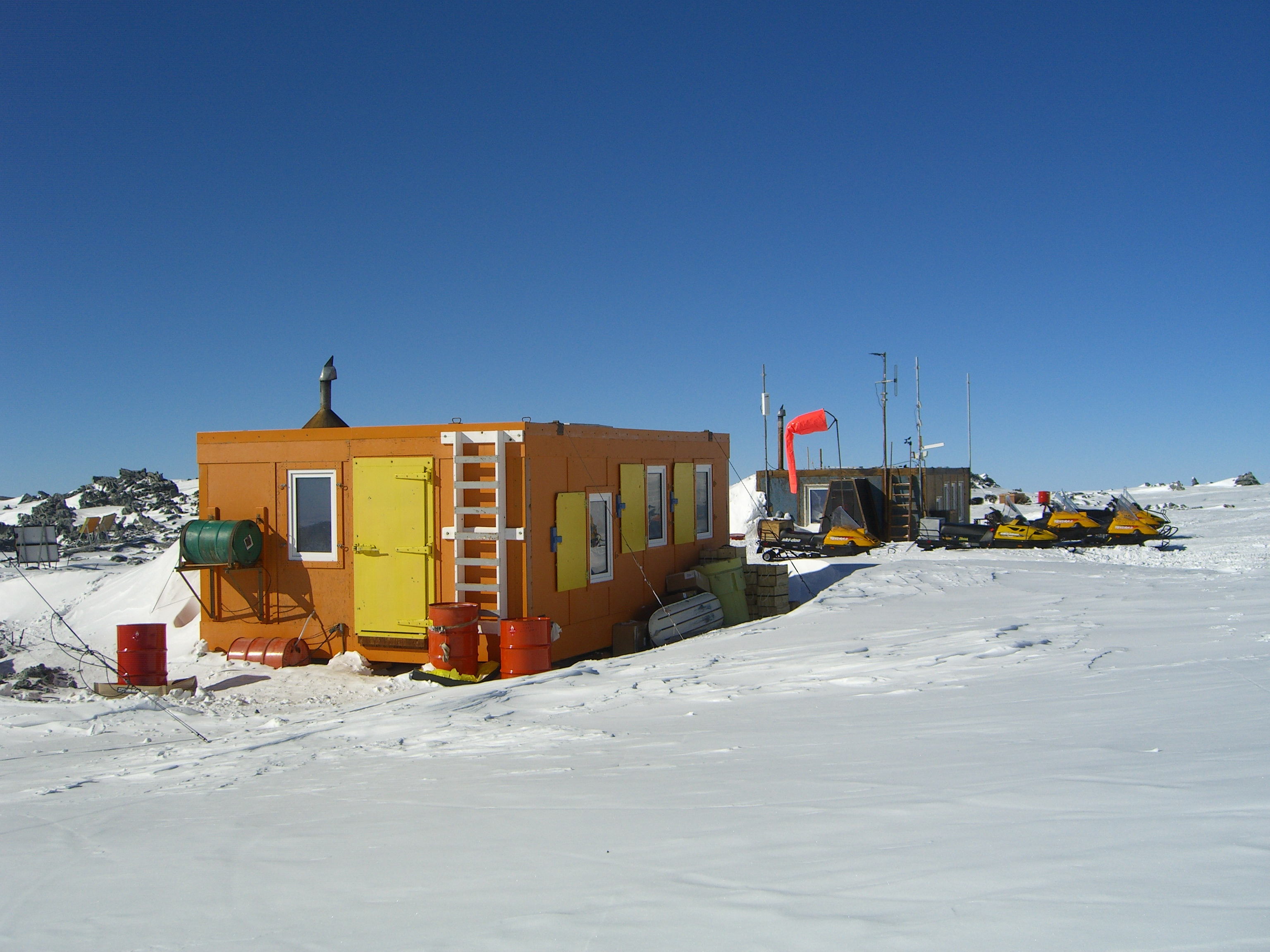
Observatorio vulcanológico del Monte Erebus, en la Antártica.

Un observatorio vulcanológico es una institución que investiga y monitorea un volcán. Cada observatorio provee continuos y periódicos informes sobre sismicidad, otros cambios geofísicos, movimientos de terreno, emisiones de gas volcánico y condiciones y actividades químicas e hidrológicas entre y durante una erupción volcánica. También mantienen un registro detallado sobre las erupciones en progreso. Estas observaciones sirven para caracterizar el comportamiento eruptivo, identificar la naturaleza de la actividad precursora conducente a una erupción, definir los procesos por los cuales diferentes tipos de depósitos son emplazados, y especificar las amenazas que pueden ser producidas por cada clase de erupción. Desde la observación directa de las señales precursoras, es posible anticipar erupciones. 
Casi todos los observatorios son miembros de la Organización Mundial de Observatorios Vulcanológicos (WOVO, por sus siglas en inglés). El observatorio vulcanológico más antiguo es el Osservatorio Vesuviano (fundado en 1841) en Nápoles para monitorear el monte Vesubio, hoy miembro de la agencia gubernamental italiana INGV.

## Observatorios vulcanológicos
Algunos observatorios vulcanológicos son:
- Observatorio Vulcanológico de Alaska
- Observatorio Vulcanológico de Cascades
- Observatorio Vulcanológico de Long Valley
- Observatorio Vulcanológico de Montserrat
- Observatorio Vulcanológico de Piton de la Fournaise
- Observatorio Vulcanológico de Yellowstone
- Observatorio Vulcanológico del INGEMMET
- Observatorio Vulcanológico de los Andes del Sur